# مستصفرة الفراولة
مستصفرة الفراولة (الاسم العلمي: Xanthomonas fragariae) هي نوع من البكتيريا يتبع جنس المستصفرة من الفصيلة المستصفرية.